# CT Yakult

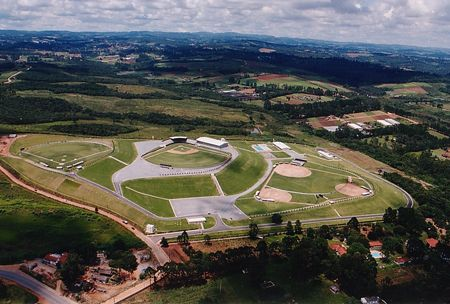
Visão geral do complexo Yakult e CBBS

O Centro de Treinamento Yakult, ou Complexo/Academia de Beisebol Yakult é um centro de treinamento de beisebol inaugurado no município de Ibiúna em 2000.
Sua construção resultou de parceria entre a CBBS e a multinacional japonesa Yakult. Possui três campos oficiais, salas de musculação e treinamentos específicos (arremessos e rebatidas), refeitório e apartamentos. Recebe competições do calendário nacional do beisebol e softbol.